# ラウル・エントレリオス
ラウル・エントレリオス・ロドリゲス（Raúl Entrerríos Rodríguez、1981年2月12日 - ）は、スペイン・アストゥリアス州アストゥリアス県ヒホン出身のハンドボール選手。リーガASOBALのFCバルセロナ・ラッサ所属。
実兄も同じくハンドボール選手のアルベルト・エントレリオス。

## 経歴
2001年、リーガASOBALのカヤ・エスパーニャ・アデマル（CBアデマル・レオン）に加入。
2003年にはスペイン代表に選出され、2005年の世界選手権では金メダルを獲得した。
2007年にCBバリャドリッドへ移籍。2009-10年シーズンには初のベストセブン（CB）を受賞した。同シーズン限りでバリャドリッドを退団。
2010年、古巣のアデマル・レオンからのオファーに基本合意していたが、約30万ユーロの違約金を支払い、FCバルセロナへ移籍した。移籍後の2010-11年シーズンでは2年連続となるベストセブンを受賞。
2011年12月23日にバルセロナと2014-15年シーズンまでの契約延長に合意した。
2014年5月27日にバルセロナと2017-18年シーズンまでの契約延長に合意した。
2016年の欧州選手権では最優秀選手に選出された。

## 詳細情報

### 年度別成績
| 年      | リーグ | チーム       | 試合 | フィールド 得点 | 率   | 7m  | 合計   | 警告 | 退場 | 失格 |
| ------- | ------ | ------------ | ---- | --------------- | ---- | --- | ------ | ---- | ---- | ---- |
| 2011-12 | ASOBAL | FCバルセロナ | 29   | 77/112          | .688 | 0/0 | 77/112 | -    | -    | -    |
| 2012-13 | ASOBAL | FCバルセロナ | 28   | 78/123          | .634 | 0/0 | 78/123 | -    | -    | -    |
| 2013-14 | ASOBAL | FCバルセロナ | 26   | 64/96           | .667 | 0/0 | 64/96  | -    | -    | -    |
| 2014-15 | ASOBAL | FCバルセロナ | 28   | 84/129          | .651 | 0/0 | 84/129 | -    | -    | -    |
| 2015-16 | ASOBAL | FCバルセロナ | 27   | 82/117          | .701 | 0/0 | 82/117 | -    | -    | -    |
| 2016-17 | ASOBAL | FCバルセロナ | 25   | 51/92           | .554 | 0/0 | 51/92  | -    | -    | -    |
| 2017-18 | ASOBAL | FCバルセロナ | 29   | 62/109          | .569 | 0/0 | 62/109 | -    | -    | -    |
| 2018-19 | ASOBAL | FCバルセロナ | 26   | 71/120          | .592 | 0/0 | 71/120 | -    | -    | -    |

- ASOBALの2010-11年シーズン以前は公式記録がないため省略